# Discoverer 8
Discoverer 8 (również: CORONA 9005) – amerykański satelita technologiczny. Stanowił część tajnego programu CORONA.

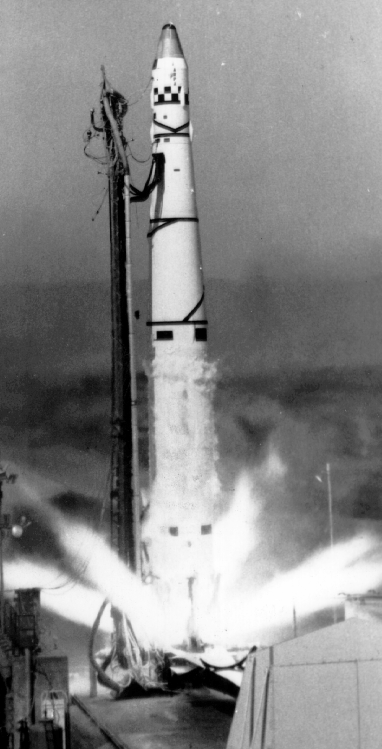
Start rakiety Thor Agena A z satelitą Discoverer 8, typu Corona KH-1, 20 listopada 1959.

## Przebieg misji
Udało się umieścić statek na orbicie, jednak w czasie powrotu kapsuły powrotnej SRV 107 nie otworzył się spadochron hamujący. Kapsuła uderzyła z pełną prędkością w powierzchnię i zatonęła w Pacyfiku.
Po tym locie Richard Bissell zawiesił dalsze starty. Usunięto problem z aparatem fotograficznym. Ponieważ film celuloidowy pękał w próżni, Eastman Kodak zastosował film z poliestru, któremu próżnia nie szkodziła. Okazało się także, że satelity oziębiają się na tyle, że baterie przestają działać. Wystarczyło pomalować satelitę na czarno, aby absorbowały więcej światła słonecznego i nie stygł tak szybko. Aby mieć pewność, że nie przeoczono niczego, Bissell wyposażył kolejnego satelitę w dodatkowe urządzenia kontrolne.